# Descente à Paradise
Pour plus de détails, voir Fiche technique et Distribution.
Descente à Paradise (Trapped in Paradise) est un film de Noël comique d'aventure policière américaine écrit et réalisé par George Gallo, sorti en 1994.

## Synopsis
À la veille de Noël, Bill Firpo, maître d'hôtel dans un restaurant de New York voit débarquer ses deux frères : Alvin, kleptomane et simplet, et Dave, menteur et manipulateur chronique, qui viennent de sortir de prison et dont les vices ne vont pas tarder à transformer sa vie en cauchemar. Repérés par la police à la suite d'un larcin d'Alvin, les trois frères se retrouvent le soir même en cavale, vers la paisible bourgade de Paradise, en Pennsylvanie.

## Fiche technique
- Titre français et québécois : Descente à Paradise
- Titre original : Trapped in Paradise
- Réalisation : George Gallo
- Scénario : George Gallo
- Production : Jon Davison et George Gallo
- Production exécutive : David Permut
- Musique : Robert Folk
- Montage : Terry Rawlings
- Format : Couleur - 2,35:1 - 35 mm
- Pays de production :  États-Unis
- Durée : 111 minutes (1h51)
- Box-office  États-Unis : 6.017.509 $
- Dates de sortie :
  - États-Unis : 2 décembre 1994
  - France : 18 janvier 1995

## Distribution
- Nicolas Cage (VF : Joël Zaffarano) : Bill Firpo
- Jon Lovitz (VF : Philippe Crubézy) : Dave Firpo
- Dana Carvey (VF : Olivier Jankovic) : Alvin Firpo
- Mädchen Amick : Sarah Collins (Mazzucci)
- Florence Stanley : Edna 'Ma' Firpo
- Sean McCann (VF : Sylvain Lemarié) : le chef Bernie Burnell
- Paul Lazar (VF : Philippe Siboulet) : l'adjoint Timmy Burnell
- Andrew Miller : l'adjoint Myers
- Gerard Parkes : le père Gorenzel
- Donald Moffat (VF : Michel Tugot-Doris) : Clifford Anderson, le directeur de la banque
- John Ashton : Ed Dawson
- John Bergantine (VF : Thierry Buisson) : Clovis Minor
- Angela Paton (VF : Jane Val) : Hattie Anderson, la femme du banquier
- Bernard Behrens : Doc Milgrom
- Kay Hawtrey : Rose Weyerhauser
- Vic Manni (VF : Richard Leblond) : Vic Mazzucci, le père de Sarah
- Frank Pesce (VF : Michel Dodane) : Caesar Spinoza
- George Gallo Sr. (VF : ?) : Don Vito
- Richard Jenkins (VF : Bernard-Pierre Donnadieu) : l'agent Shaddus Peyser
- Jonathan Allore : l'agent Boyle
- Mark Melymick : l'agent Cooper
- Scott Wickware : l'agent Giardello
- Sean O'Bryan (VF : Luc Boulad) : Dick Anderson
- Jack Heller (VF : Jean Tolzac) : l'agent en chef des libérations conditionnelles